# Grzegorz Goncerz
Grzegorz Goncerz (ur. 27 kwietnia 1988 w Krakowie) – polski piłkarz, występujący na pozycji napastnika.

## Życiorys
Wychowanek Krakusa Nowa Huta. Następnie grał kolejno w Hutniku Kraków, Górniku Zabrze i Kmicie Zabierzów. W 2008 podpisał kontrakt z Ruchem Chorzów, skąd z czasem został wypożyczony do Górniczego Klubu Sportowego Katowice. Po grze w Katowicach wrócił do Chorzowa. Później na zasadzie transferu definitywnego przeszedł z powrotem do GKS-u Katowice.
W latach 2018–2019 występował w Podbeskidziu Bielsko-Biała. 6 lutego 2019 podpisał kontrakt ze Stalą Rzeszów, a 5 lipca 2021 z Kotwicą Kołobrzeg. Po sezonie 2022/2023, w którym zagrał 28 meczów i zdobył 7 bramek w II lidze, odszedł z klubu. 17 lipca 2023 przeszedł do czwartoligowej Sparty Katowice.   